# The Man in the Moone
The Man in the Moone är en bok av engelske biskopen Francis Godwin (1562–1633). Den antas ha skrivits under sent 1620-tal, och publicerades postumt under pseudonymen "Domingo Gonsales" år 1638.
Boken inspirerades av den "nya astronomin", en inriktning av astronomi påverkad av bland andra Nicolaus Copernicus. Copernicus är den ende astronomen att nämnas med sitt namn i boken, även om man också påverkades av teorier från bland andra Johannes Kepler och William Gilbert. Tillsammans med Keplers Somnium (1634), har vissa menat att det är ett av de första science fiction-verken. Tidskriften Populär Astronomi publicerade 2011 en artikel om The Man in the Moone.

## Handling

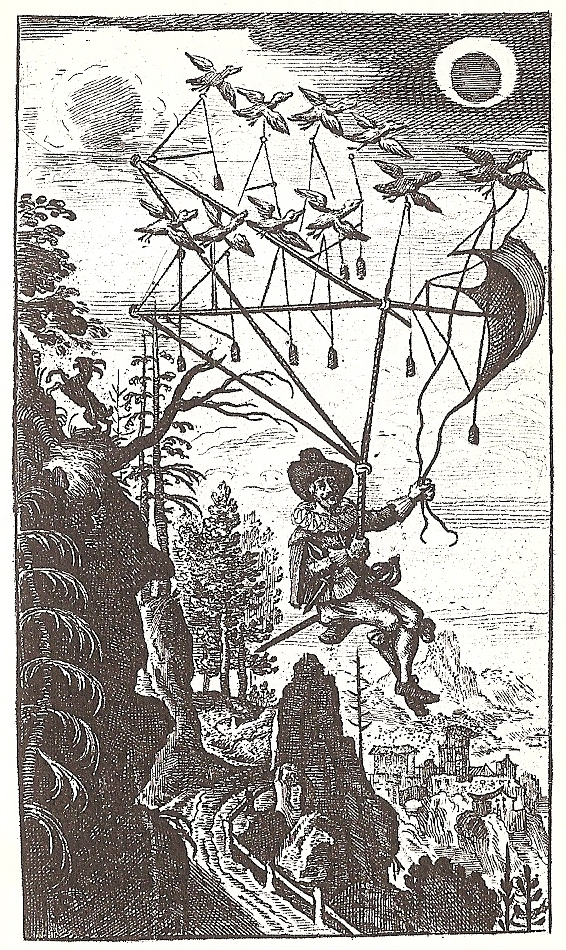
Frontespis till tyskspråkig upplaga från 1659.

Berättelsen börjar med en prolog där Gonsales förklarar att en resa till Månen inte är mer fantastisk än vad européerna menade att en resa till Amerika tidigare var. Flera försök görs, bland annat från Spanien och Kina. Godwin menar att Jorden är magnetisk, och att det enda som behövs är ett skutt som leder bort från magnetismen. Den energi som behövs kommer från en fågelart kallad gansas, specialtränad för detta.
Galileo Galileis Sidereus Nuncius från 1610 gjorde stort intryck på Godwins astronomiska teorier, men till skillnad från Galileo, men precis som Kepler, menade Godwin att de mörka fläckarna på Månen är hav, vilket är en av flera likheter mellan The Man in the Moone och Kepler's Somnium. Väl på Månen, upptäcker Gonsales att den bebos av långa kristna människor som lever ett lyckligt liv.

### Fotnoter
1. ↑  Dick Harrison (16 mars 2001). ”Drömmen om rymden” (på svenska). Populär historia. https://popularhistoria.se/vetenskap/drommen-om-rymden. Läst 1 december 2022.
2. ↑  Dick Harrison (9 juni 2015). ”Skrevs det science fiction redan på 1600-talet?” (på svenska). Svenska Dagbladet. https://www.svd.se/a/c397a634-94be-4898-a972-a0b58a380f9f/skrevs-det-science-fiction-redan-pa-1600-talet. Läst 1 december 2022.
3. 1 2  Sarah Hutton (26 mars 2005). ”The Man in the Moone and the New Astronomy: Godwin, Gilbert, Kepler” (på engelska). Open Edition Journals. https://journals.openedition.org/episteme/2815. Läst 1 december 2022.
4. ↑  Karlsson, Karin Noomi (2011), ”Gubben i månen - om en resan bortom det kändas gräns"”, Populär Astronomi 2, http://www.popast.nu/wp-content/uploads/2011/06/2011_2_gubben.pdf
5. ↑  ”The Man in the Moone” (på engelska). https://www.editionsdelondres.com/The-Man-in-the-Moone. Läst 1 december 2022.